# Klas De Vylder
Klas Torsten Enoch Seved De Vylder född 10 november 1914 i Alfshög, död 25 september 2015, var en svensk ekonom och mecenat.
Klas De Vylder var son till Elisabeth och Ludvig De Vylder och bror till bland andra Birgitta de Vylder-Bellander, Maj Kullenberg och Marie-Louise de Vylder-Lehmann. Han växte upp med sju syskon på Katrinebergs folkhögskola  i Halland, där fadern var rektor och modern lärare. Han utbildade sig på Handelshögskolan i Stockholm och blev civilekonom 1937. Han arbetade sedan som revisor.
Han har var gift första gången med Stina Gustavsson, och därefter med Birgit de Vylder; i första äktenskapet är han far till Stefan de Vylder.

## Familjen Klas de Vylders Stipendiefond för invandrarförfattare
Han grundade 1993 Familjen Klas de Vylders Stipendiefond för invandrarförfattare, som vartannat år delar ut stipendier till behövande invandrarförfattare eller personer med författarambitioner.

### Stipendiater (urval)
- 1994 – Jorge Calvo
- 1996 – Jila Mossaed
- 1998 – Victor Rojas
- 2000 – Cletus Nelson Nwadike
- 2002 – Rafik Saber
- 2004 – Maria Tapaninen
- 2006 – Vera Efron
- 2008 – Claude Kayat, Dipak Mazumdar och Zulmir Bečević
- 2010 – Midhat Ajanović och Fausta Marianović
- 2012 – Ghayath Almadhoun och Arkan Asaad
- 2014 – Athena Farrokhzad, Sakina Ntibanyitesha och Lucija Stupica Enbohm
- 2016 – Shora Esmailian, Refik Licina och Anisur Rahman
- 2018 - Alma Kirlic, Anamarija Todorov och René Vázquez Díaz
- 2020 - Arazo Arif, Iman Mohammed, Kayo Mpoyi och Andrzej Tichý
- 2022 – Jasim Mohamed och Sami Said[6]